# Ricardo Wall

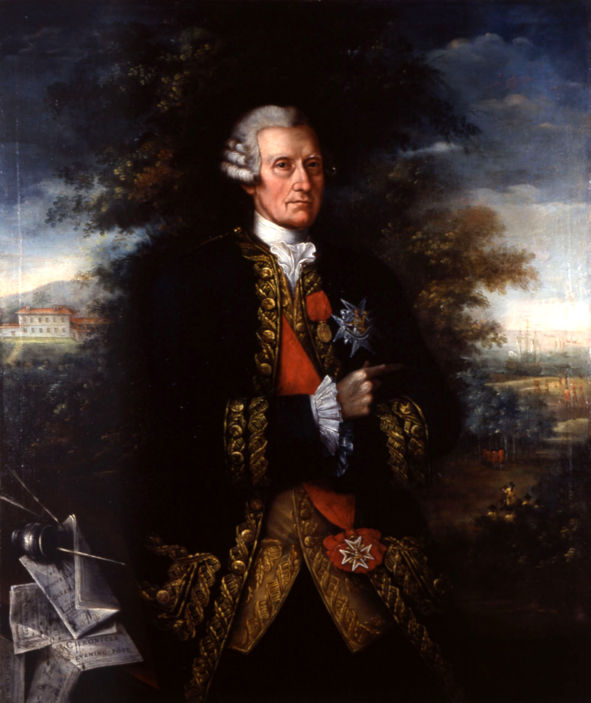
Ricardo Wall Devreux

Ricardo Wall Devreux, geboren als Richard Wall, (* 5. November 1694 in Nantes, Frankreich; † 26. Dezember 1777 in Romilla, Provinz Granada, Spanien) war ein irischstämmiger Offizier, Diplomat und Politiker in Diensten der spanischen Krone.

## Leben

### Herkunft und Familie
Die Familie Wall stammte ursprünglich aus der Normandie und lebte seit dem 11. Jahrhundert in Irland. Familiensitz war Kilmallock in der Grafschaft Limerick. Walls Vater, Matthew Wall, diente in der Armee von König Jakob II. Nach dem Sturz des katholischen Königs durch die Glorious Revolution 1688 wurden die Jakobiten verfolgt, und die Familie Wall musste 1691 aus Irland fliehen. Sie fand Zuflucht bei Verwandten in Frankreich.
Hier kam in Nantes 1694 Richard Wall zur Welt. Er diente zunächst als Page bei der Herzogin von Vendôme. Mit deren Empfehlung an den Kardinal Giulio Alberoni, den spanischen Premierminister, ging er 1716 nach Spanien.

### Karriere in den spanischen Streitkräften
Mit höchsten Empfehlungen begann er seinen Dienst als Seekadett an der spanischen Marineakademie (Colegio Real de Guardiamarinas). Nach der Ausbildung diente er an Bord der Real San Felipe unter Admiral Antonio Caztaneta. Er nahm an der Seeschlacht am Capo Passero 1718 teil, bei der die Spanier von den Briten geschlagen wurden. Die Niederlage und gesundheitliche Aspekte (vermutlich eine Neigung zur Seekrankheit) ließen ihn zur Infanterie wechseln.
Er focht 1718/19 in Sizilien und nahm an der Belagerung von Ceuta (1720) teil. Unter dem König von Sizilien, dem späteren spanischen König Karl III. kämpfte er bei der Eroberung der Toskana (1731) und bei den Kämpfen um Neapel (1734/35). Während des Österreichischen Erbfolgekrieges unter dem Infanten Philipp kam er erneut zum Einsatz. Am Beginn erhielt er im Jahr 1740 den Rang eines Obersten und kämpfte von 1743 bis 1746 in Oberitalien.
In diesem Krieg freundete er sich mit Fernando de Silva y Álvarez de Toledo, Herzog von Huéscar und später von Alba, an.

### Diplomatische Karriere
Noch während seiner aktiven Militärlaufbahn übernahm Wall erste diplomatische Missionen. Er begleitete 1727 James Fitz-James Stuart, 2. Duke of Berwick, der als spanischer Botschafter an den russischen Zarenhof entsandt war. Fitz-James, der wie Wall als Jakobit im französischen Exil geboren war, unterstützte Wall und förderte nach Kräften dessen Karriere.
Wall verbrachte einige Zeit am preußischen Königshof von Friedrich II. in Berlin bzw. Potsdam. Dort erhielt er das Gnadenkreuz de la Générosité. Man schlug ihn als Botschafter vor, doch daraus wurde nichts. Wall wurde aber in den Orden von Santiago aufgenommen und erhielt eine Encomienda (Kommende) mit mehreren Dörfern.
Dank Protektion durch seinen Freund, den Herzog von Huéscar und Alba, der zudem mit der Schwester von James Fitz-James verheiratet war, wechselte Wall endgültig von der Armee in die Diplomatie.
Nach einer Station in Genua (1747) entsandte man ihn nach London, wo er in geheimer Mission eine Wiederannäherung zwischen Spanien und England erreichen sollte. Das bourbonisch regierte Spanien stand zu jener Zeit bei internationalen Konflikten in der Regel an der Seite Frankreichs, während das Verhältnis zu England sehr angespannt war und immer wieder (so im War of Jenkins’ Ear oder im Österreichischen Erbfolgekrieg) zu Kriegen führte. Die direkte Konkurrenz der Kolonialmächte im südlichen Nordamerika (Florida) und in der Karibik und die Praxis, Freibeuter einzusetzen, verschärfte die Situation. Nach dem Frieden von Aachen (1748)  wurde Wall in London zum Generalbevollmächtigten und 1752 zum Botschafter befördert. Während die Spannungen zwischen Frankreich und England sich fortsetzten (und schließlich 1756 zum Siebenjährigen Krieg führten), vertrat Wall in London eine strikt neutrale Position Spaniens.

### Amtszeit als Staatsminister
1752 bei einem Besuch in Madrid wurde Wall militärisch zum Generalleutnant befördert. Offenbar beeindruckte sein Auftreten König Ferdinand VI., denn als 1754 der Außenminister (Secretario de Estado) José de Carvajal y Lancaster starb, wurde Wall zu dessen Nachfolger ernannt.
Wall stand in Gegnerschaft zu Zenón de Somodevilla y Bengoechea, Markgraf von La Ensenada, dem Premierminister, der auch sein Vorgänger als Botschafter in London gewesen war. Ensenada verfolgte eine Politik, in der Spanien fest an der Seite Frankreichs stehen sollte. Als Ensenada durch einen Plan der Herzogs von Alba sowie des britischen Botschafters Benjamin Keene gestürzt wurde, übernahm Wall im Juli 1754 dessen Rolle als Premierminister.
Seine Position überdauerte 1759 die Thronübernahme durch Karl III. nach dem Tode Ferdinands VI. Wall übernahm 1759 auch das Kriegsministerium.
Im Siebenjährigen Krieg (1756–1763) behauptete er zunächst die spanische Neutralität, forderte aber von den Briten konsequente Entschädigungen für die Raubzüge britischer Freibeuter an spanischen Schiffen. 1761 trat Spanien schließlich nach Erneuerung des Bourbonischen Hausvertrages auf Seiten Frankreichs in den Krieg ein. Wall hatte zwar Bedenken, vertrat aber konsequent die neue Richtung.
Nach dem Ende des Krieges 1763 gewährte ihm der König die Entlassung, um die er zuvor mehrfach vergeblich gebeten hatte. Sein Nachfolger wurde Jerónimo Grimaldi.

### Späte Jahre
Für seine Verdienste überließ ihm der König den Landsitz Soto de Roma in der Nähe von Granada. Wall verbrachte hier die letzten Jahre seines Lebens, in denen er die Restaurierungsarbeiten am Maurenpalast Alhambra leitete. Ricardo Wall, der nie geheiratet hatte, starb am zweiten Weihnachtstag 1777.